# Alain Wolff
Alain Wolff, né le 17 mai 1967 à Roanne (Loire), est un footballeur français.
Il a évolué au poste de milieu de terrain du milieu des années 1980 à la fin des années 1990.

## Biographie
Il joue un total de 230 matchs en Division 2 : 49 avec Reims, 31 avec Chaumont et 150 avec Charleville. Il inscrit 4 buts en D2 avec Chaumont et 19 en D2 avec Charleville.
Lors de l'intersaison 1996, en fin de contrat avec Charleville, il participe à Clairefontaine au stage de l'UNFP destiné aux joueurs sans contrat.

## Palmarès
- Division 3 : Vice-champion en 1992 avec l'Olympique football club Charleville